# Hapoel Ra'anana Association Football Club
O Hapoel Ra'anana Association Football Club é um clube de futebol com sede em Ra'anana, Israel. A equipe compete no Campeonato Israelense de Futebol e compete atualmente em Netanya.

## História
O clube foi fundado em 1938.

## Treinadores
- Eli Cohen (2006 – Feb 28, 2010)
- Tzvika Tzemah (April 1, 2010 – July 19, 2010)
- Eyal Lahman (May 1, 2010 – Oct 18, 2011)
- Meni Koretski (July 1, 2013– May 10, 2014)
- Haim Silvas  (May 10, 2014– present)